# Train Montréal-Senneterre
Le train Montréal-Senneterre est un train de voyageurs au Canada, qui circule entre Montréal et Senneterre dans les régions de Montréal, Lanaudière, la Mauricie et l'Abitibi-Témiscamingue.